# Palæstinas historie
Palæstina (arabisk: فلسطين, Filastin, Falastin, Filisṭīn; græsk: Παλαιστίνη, Palaistinē; latin: Palaestina; hebraisk: פלשתינה, Palestina) er en konventionel betegnelse, bl.a. for den geografiske region i det vestlige Asien mellem Middelhavet og Jordan-floden og forskellige tilstødende lande. Regionen er også kendt som delstaten Israel (hebraisk: ארץ - ישראל, Eretz-Yisra'el), det Hellige Land og det sydlige Levant og har historisk været kendt under andre navne, herunder Kanaan/Fønikien, Syd Syrien og Outremer.
Grænserne i regionen har ændret sig gennem historien, og blev sidst defineret i moderne tid med den fransk-britiske grænseaftale (1920) og det Transjordanitiske notat af 16. september 1922. I dag omfatter regionen staten Israel og de palæstinensiske områder. Udtrykket Peleset (translittereret fra hieroglyffer som Prst) findes i talrige egyptiske dokumenter, der vedrører mennesker eller jord startende fra ca. 1150 f.Kr. under det tyvende dynasti i Egypten. Den første omtale menes at være i tekster til templet i Medinet Habu, som registrerer et folk kaldet Peleset blandt "havfolket", som invaderede Egypten i Ramses III regeringstid. Assyrerne kaldte samme region Palashtu eller Pilistu, begyndende med Adad -nirari III i Nimrud Slab i ca. 800 f.Kr. og sluttende med kejser Sargon II's annaler omtrent et århundrede senere. Hverken de egyptiske eller assyriske kilder fastsatte klare regionale grænser for udtrykket.
Det første klare brug af udtrykket Palæstina, der henviste til hele området mellem Fønikien og Egypten, forekom i det 5. århundrede f.Kr. i det antikke Grækenland. Herodot skrev et "distrikt Syrien, kaldet Palaistinê" i The Histories, det første historiske værk der klart definerer regionen, som omfattede de judæiske bjerge og Jordandalen. Omtrent et århundrede senere brugte Aristoteles en lignende definition i Meteorologi, hvor han skriver "Igen, hvis, som er sagnomspundne, er der en sø i Palæstina, således at hvis du binder en mand eller dyr, og smide den i det flyder og ikke synke, ville dette bære ud af, hvad vi har sagt. De siger, at denne sø er så bitter og salt, at ingen fisk lever i det, og at hvis du suge tøj i det og ryst dem det renser dem", forstås af lærde som en henvisning til Det Døde Hav. Senere forfattere som som Polemon og Pausanias også brugte udtrykket til at henvise til den samme region. Denne brug blev efterfulgt af romerske forfattere som Ovid, Tibullus, Pomponius Mela, Plinius den Ældre, Dio Chrysostomos, Statius, Plutarch samt romersk-judæiske forfattere Philo af Alexandria og Josefus. Andre forfattere, såsom Strabo, en fremtrædende romersk-æra geograf (selvom han skrev på græsk), henviste til regionen som Coele-Syrien omkring 10-20 f.Kr. Udtrykket blev først brugt til at betegne en officiel provins i 135 e.Kr., da de romerske myndigheder, efter undertrykkelsen af Bar Kokhba-revolten, kombineret Iudaea-provinsen med Galilæa og andre omkringliggende byer såsom Ashkelon og dannede "Syrisk Palæstina", som nogle lærde stat var i orden at fuldføre dissociation med Judæa.

## Den første jødiske stat
Under David og hans efterfølger Salomon (965-928 f.Kr.) var store dele af Palæstina og dele af vore dages Jordan og Syrien samlet under israelitisk herredømme. Det blev kaldt "Det forenede kongerige". Efter Salomons død blev riget splittet i to stater: Israel, erobret af assyrerne i 722 f.Kr. og Juda, erobret af babylonierne i 578 f.Kr. Store dele af befolkningen flygtede eller blev ført bort i fangenskab.
Mens Judariget endnu bestod, blev "jøde" – yehudi – taget i brug som en etnisk samlebetegnelse for israelitter – eller hebræere. Under fangenskabet i Babylon, nu Iraq, udviklede jødiske filosoffer en ny religion, jødedommen, på grundlag af israelitternes gamle stammereligion.
Da perserne erobrede det babylonske imperium i 538 f.Kr., tillod de jøderne at vende tilbage til Palæstina. I mellemtiden havde edomitter, filistre og andre stammer bosat sig i de affolkede områder. Jøderne slog sig for det meste ned i området omkring Jerusalem. Den næste erobrer var Alexander den Store (330 f.Kr.). Ved hans død i 323 blev Mellemøsten delt mellem to af hans generaler – Ptolemæus med sæde i Egypten og Selevkidius med sæde i Syrien. Ptolemæerne havde magten i Palæstina frem til år 200 f.Kr., da selevkiderne tog over – til 70 f.Kr. Under makkabæernes ledelse gjorde jøderne oprør mod selevkidene og fik i 142 f.Kr. kontrollen over Judea, det romerske navn for Judariget. Hvor stor grad af selvstændighed jøderne fik er usikkert.
Salomon forstod at gøre sig til herre over handelsvejene og udnytte Palæstinas stilling som gennemgangsland. Fortællingerne om dronningen af Saba viser, hvor vidt horisonten strakte sig. Da Nord- og Sydriget skiltes, blev stillingen langt svagere. Det politiske tyngdepunkt lå i Nordriget, men det betød kun lidt i stormagtspolitikken. Så længe Ægypten var svagt og den nu vigtigste nordlige stormagt, Assyrien, optaget andetsteds, havde Israel kun at gøre med små naboriger som dets eget. Hovedfjenden blev da ifølge sagens natur aramæerne, den syriske nabo, som ville kontrollere handelen i Samaria, der lå ved karavanevejen. Et enkelt kraftigt dynasti, Omris, kunne hævde sig, blandt andet ved den naturlige alliance, som også Salomon havde sluttet, med fønikerne, hvorved aramæerne blev afskåret fra havet. Assyrerne viste imidlertid i 8. århundrede interesse for de vestlige forhold. Palæstinas fyrster drives atter snart mod Ægypten, snart mod nordmagten. Smårigerne søgte at danne alliancer for at hævde uafhængigheden, men 734 lægges Nordriget ind under Assyrien som vasalstat, og 722 ødelægges dets hovedstad. Nye folk føres ind ved deportation. I Sydriget blev Hiskia assyrernes vasal, men søgte tilhold hos Ægypten, som også de følgende konger var afhængige af, til Jerusalem erobres af babylonerne under Nebukadnesar 597 og 586 f. Kr.
Samtidigt med, at den politiske magt i Palæstina var koncentreret i kongerne, omdannedes dets befolkning til større ensartethed, og det historiske Israel blev til. Hvornår den kendte fordeling af landet på 12 stammer er fuldbyrdet, vides ikke. Gamle Testamente lægger den til grund fra begyndelsen af, men sandsynligvis har den væsentlig udviklet sig i tiden mellem indvandringen og kongetiden, og i kongetiden har den vistnok mistet en del af sin betydning. Fordelingen var følgende: øst for Jordan boede Ruben, Gad og Makir, som regnedes til Manasse. Ruben havde svære kampe at bestå med moabiterne og forsvandt efterhånden. Gad og Makir var stærkt udsat i aramæerkampene og var ofte løsrevet fra Israel. Vest for Jordan fandtes: Simeon helt mod syd, derpå Juda og Benjamin, med Dan mod vest, Efraim i højlandet i midten, Manasse om Jisreelsletten, derpå Issakar, Sebulon og Asser mod nord, mens Naftali strakte sig vest for Genesaret sø og Jordan langs de to sidstnævnte. Heroppe boede også Dan efter sin vandring. Det vigtigste område var i den ældre tid Efraims højland i Palæstinas midte med byer som Gibe’a, Mizpa, Gibe’on, Rama, Betel, Sikem og senere Samaria; dertil kom den frugtbare Jisreel-slette med Megiddo, Ta’annak og andre. Jerusalem blev efterhånden mere og mere betydningsfuld, først da David gjorde den til hovedstad, senere da Josia gjorde dens tempel til det eneste legitime. Mod syd lå Be’ershaba, Hebron, Betlehem, hvorfra en vej førte op over Jerusalem midt igennem landet; længst mod nord lå Dan. Mange af de israelitiske byer genfindes i Amarnabrevene.

## Under persernes styre
Om tilstandene i Palæstina efter 586 vides meget lidt. Imod nord sad samaritanerne, imod syd trængte idumæerne ind i Juda, mens nabatæerne rykkede ind i det gamle Edoni og derfra bredte sig mod nord. I Perserherredømmets tid (538—332) sad der persiske statholdere i landets ulige dele. Vi ved, at statholderen i Judæa 408 f. Kr. hed Bagohi, dels fra Josefos, dels fra papyrusfundene i Elefantine. At statholderen i Samaria var en samaritan, Sanballat, tyder på, at perserne ikke har blandet sig stærkt i Palæstinas forhold, når oprør ikke foranledigede dem til at gribe ind, som tilfældet var under Artaxerxes 3. (358—338). Det var under persisk beskyttelse, at jøderne for en del vendte tilbage, og at Nehetmia og Ezra genoprettede den jødiske menighed i Jerusalem.
I den græske periode fra 332 blev Palæstina atter genstand for strid mellem Syrien, hvor seleukiderne herskede efter Alexanders død 323, og Ægypten, der beherskedes af ptolemæerne. Til 198 var væsentlig Ægypten, fra den tid, efter Antiochos 3.s sejr ved Paneas, syrerne Palæstinas herrer. Efter, at Babylon, Ninive og Shushan var gået til grunde og Alexandria grundlagt, flyttede tyngdepunktet vest på, og Palæstina fik igen samme betydning som i 15. århundrede f. Kr. Under ptolemæerne regeredes Palæstina af guvernører (hegemon, epitropos), om hvis myndigheds udstrækning kun lidt vides. Skatteopkrævningen var overladt — ved licitation — til skatteforpagtere. I jødernes kreds fik synedriet og ypperstepræsten en vidtgående myndighed. Under seleukiderne stod Palæstina, der kaldtes Fønikien, sammen med Cølesyrien under en militærguvernør, og syrisk militær besatte landet. Skatten indkrævedes af seleukidiske embedsmænd. Fra 165, da Antiochos Epifanes forbød jødisk kultus, opfyldtes landet af de makkabæiske kampe, der banede vejen for det hasmonæiske dynasti. Under syrernes svækkelse opnåede dette en vis selvstændighed, men kom snart under romersk indflydelse, indtil Pompejus 63 f. Kr. erobrede landet og lagde det under den romerske provins Syrien.

## Under romersk styre
Efter et kort armensk herredømme (70-63 f.Kr.) overtog romerne magten. De holdt landet besat i 700 år – til år 638. Jøderne gjorde oprør mod romernes styre, men det blev slået ned: Jerusalem faldt i år 70 og Masada faldt i 73. De fleste jøder blev nu ført ud af Palæstina til forskellige dele af Romerriget. Det sidste jødiske oprør fandt sted 132-135.
Kejser Hadrian (76-138) var den første, der anvendte «Palæstina» om den romerske provins. Provinsen var tredelt og omfattede vore dagens Palæstina samt dele af Jordan og Syrien.
Under det romerske herredømme regeredes Palæstina på skiftende måde. Det deltes nu i følgende landsdele: vest for Jordan Judæa (med Idumæa), Samaria og Galilæa; øst for Jordan Peraea (fra Arnon til Pella), Gaulanitis (øst for Genesaret sø), Batanaea, Trachonitis og Auranitis. Dertil kom en række rent hellenistiske stæder i Østjordan, som dannede en sammenslutning, Dekapolis.
I hele den græsk-romerske periode blev Palæstina stærkt helleniseret, selv om store kredse af jøderne siden makkabæernes opstand modsatte sig hellenske former, der stred mod deres religion. Det græske sprog trængte ind på bekostning af det aramaiske. Byerne fik et græsk præg, der byggedes gymnasier, væddeløbsbaner, teatre og templer. Herodes gjorde således endog Jerusalem til en græsk by. Andre vigtige hellenistiske byer var landshøvdingens residens, Kaesarea, Samaria, Skythopolis, Jamnia, Gaza og andre. I alt nævnes over 30 hellenistiske stæder, af hvilke mange var uafhængige kommuner, der stod direkte under romerne; adskillige havde egen kalender og egne mønter. Foruden bygningsrester har udgravninger bragt en del græske indskrifter fra denne periode for dagen. Romerne har især efterladt sig minder i Palæstina ved deres storslåede vejanlæg, fra hvilke en del milestene er bevaret. Latinske indskrifter findes også, især fra soldater. Hadrian ombyggede Jerusalem med forum og templer som en romersk koloni. I 4. århundrede var den sædvanlige inddeling af Palæstina: Palæstina prima (Vestjordan syd for Jisreelsletten til Beershaba og en lille del af Østjordan), Palæstina secunda (Galilæa og den nordlige del af Østjordan), og Palæstina tertia (syd for Beershaba til Det røde Hav).

## Under byzantisk herredømme
Det romerske herredømme gik af sig selv over i det byzantinske, der kan regnes fra Konstantin den Stores tid (307—337) til arabernes erobring 634. Den byzantinske periode fortsatte den hellenistiske i kulturel henseende med den forandring, at kristendommen, der var grundlagt her og fra Palæstina havde bredt sig over Romerriget, nu var officiel rigsreligion. Dette gav Palæstina betydning som helligt land. Mens jøderne nu havde deres tilhold i Galilæa, hvorom mange synagoger fra 3.—6. århundrede bærer vidne, blev Jerusalem en kristen by. Interessen for de hellige steder kan påvises fra 4. århundredes begyndelse. Man stedfæstede begivenheder fra den bibelske historie og byggede kirker og kapeller for dem; flere og flere stedfæstes i århundredets løb. Konstantin den Store var den første større kristne bygherre i Palæstina. Hans moder Helena skal på sin pilgrimsfærd 326 have fundet Kristi Kors. På stedet, hvor Kristi grav udpegedes, byggede Konstantin en kirke, Gravkirken. Endvidere byggede han Himmelfartskirken på Oliebjerget og Fødselskirken i Betlehem; de er ofte ombyggede i tidens løb. Også Justinian (527—565) byggede meget, fx »Den gyldne Port« og den kirke, der senere forvandledes til al-Aqsa-Moskeen i Jerusalem. Fra den byzantinske periode haves talrige mosaikker, der er fundet i hele Palæstinas område. Særlig interesse har de i Mâdebâ fundne, især det, der forestiller et kort over IV, idet det giver en forestilling om Palæstina og navnlig Jerusalem i 500-tallet. Samtidig med, at de hellige steder forøgedes, var Palæstina middelalderen igennem målet for talrige pilgrimme, jødiske og kristne. De sidstes vigtigste mål var Kristi grav og Jordanfloden, hvori han var døbt, og i hvilken de selv badede. De beretninger, nogle af dem har efterladt, er af stor værdi for topografiens og traditionens historie; de betydeligste er pilgrimmen fra Bordeaux (år 333), kvinderne Paula og Silvia (begge kort før 400), Arculf (ca. 670), Willibald (723—726). En beskrivelse af de bibelske steder gav Eusebios fra Kæsarea (ca. 300) i et værk, der senere mod ændringer oversattes til latin af Hieronymus. Foruden pilgrimmene, der kun kom på besøg, søgtes Palæstina af talrige munke, der dels opholdt sig i ørkenen og i klippehuler som eneboere, dels boede sammen i klostre, enten på ensomme eller på de minderige steder. Der oprettedes bispedømmer i Palæstina, og fra 451 fik det sin egen patriark i Jerusalem.
Det byzantinske rige svækkedes imidlertid. Arabiske beduiners overfald på Palæstinas grænseegne hindredes ved, at man oprettede en vasalstat af halvbeduiner ved grænsen, i Hauranegnen. Her herskede i 6. århundrede ghassaniderne, der var kristne, over en stødpudestat for Palæstina. I en tid, da disse var mindre stærke, trængte perserne frem mod Palæstina, 614 indtog de Jerusalem, ødelagde Gravkirken og meget andet og bortslæbte det hellige kors. 627 fik kejser Heraklios igen magten; men kejserens forfølgelse af de syriske monofysiter og de hårde skatter skabte misfornøjelse i befolkningen. Da de arabiske hære, begejstrede af deres ny tro, rykkede frem, besejrede de byzantinerne i flere slag, af hvilke det ved floden Jarmuk 636 var afgørende. Palæstina og Syrien tilhørte nu araberne.

## Under islamisk herredømme
Det islamiske herredømme betød ikke straks nogen væsentlig forandring for Palæstina. Der blev ikke gjort indgreb i religion og kultus. Under umajjaderne (660—750), der residerede i Damaskus, var Palæstina som hidtil knyttet nøje til Syrien. Disse herskere søgte at forstærke betydningen af Jerusalem som helligt sted for Muslimerne for at have en modvægt mod Mekka, der længe beherskedes af deres modstandere. Abd-al-Malik (685—705) opførte i den anledning Klippemoskeen på den gamle tempelplads; året efter indvielsen erobrede han Mekka, uden at Jerusalems betydning dog svækkedes. Samme hersker arabiserede administrationen, idet det arabiske sprog indførtes i stedet for det græske. Efterhånden blev arabisk befolkningens talesprog, og størstedelen af Palæstinas indbyggere gik over til Islam. Af de fem »arméer«, som Syrien udgjorde, omfattede alurdunn (Jordan) med hovedstaden Tiberias væsentlig den nordlige, filastin med hovedstad i Ludd, senere Ramla, væsentlig den sydlige del af Palæstina.
Under abassidernes kalifat (750—1258) flyttedes rigets centrum til Mesopotamien, og Palæstina fik en periode med politiske uroligheder. I 9. århundrede herskede en tid de ægyptiske tulunider, siden erobredes Palæstina gentagne gange af qarmaterne, i 10. århundrede fik ikhshididerne fra Ægypten magten en tid, henimod år 1000 erobredes Palæstina af de ægyptiske fatimider. Under en af disse, al-Hâkim, blev jøder og kristne hårdt forfulgt, en del kirker, blandt andre Gravkirken, blev ødelagt 1008. I århundredets slutning lammedes Fatimide-herredømmet af de seldjukiske tyrker, der 1071 erobrede Jerusalem. Ved de urolige forhold banedes vejen for korsfarerne, der indtog Jerusalem 15. juli 1099.

## Korstogstiden
Korstogtiden forvandlede ganske Palæstinas forhold, idet det hidtidige byzantisk-arabiske område blev gjort til en frankisk lensstat. Konge af Jerusalem blev Godfred af Bouillon, derpå hans broder, Balduin 1. (1100—1118). De vigtigste vasalstater i selve Palæstina var fyrstendømmet Galilæa, baroniet Sidon, grevskabet Jaffa og Asqalon, og baroniet Montroyal i det gamle Moab; her anlagdes fæstningerne Kerak og Shobek mod Ægypten og Syrien. 1118 stiftedes Johanitter-- og Tempelordenen til kristenhedens forsvar. 1187 lykkedes det den kraftige kurder Saladin at slå frankerne ved Hattîn oven for Tiberias. Kort efter faldt Jerusalem og de to nævnte hovedfæstninger. Ved 3. korstog 1189 erobredes Akkâ (St Jean d’Acre), og frankerne fik kysten mellem Tyrus og Jafa. En række nye korstog var resultatløse. Kun Frederik 2. fik 1229 Jerusalem undtagen Tempelpladsen. Tempelherrerne gjorde endnu en kort tid nogle erobringer, men chwarismierne, der kom fra Centralasien, slog de kristne fuldstændigt i Jerusalem og Syd-Palæstina; de havde nu kun nogle få pladser, og 1291 blev de endelig ved erobringen af Akkâ fordrevne fra Palæstina. Korstogstiden bragte Palæstina i stærk forbindelse med vesten. En vis raceblanding fandt sted, og muslimsk og frankisk kultur udveksledes. Om handelssamkvemmet minder orientalske mønter med frankisk prægning. Forbavsende er den bygningsvirksomhed, frankerne har udfoldet i Palæstina, i borge, kirker og klostre.

## Atter islamisk herredømme
Mens det abassidiske Kalifat ødelagdes af mongolerne 1258 ved Baghdads fald, hævdede de livegne tyrkiske tropper, mamelukkerne, herredømmet i Ægypten. 1260 lykkedes det deres sultan Bajbars at slå mongolerne i Palæstina, som de siden beherskede sammen med det øvrige Syrien, idet Bajbars og hans efterfølgere gjorde ende på resterne af frankerherredømmet. Under mamelukkerne tilhørte Palæstina tre forskellige områder: Damaskus, Safed og Kerak. Til Damaskus hørte i Palæstina to provinser: det nordlige Østjordan og det sydlige Palæstina, omfattende blandt andet Nablus, Jerusalem, Hebron og Gaza, i hvilken bystatholderen boede. Forvaltningen udgik fra militære synspunkter, og statholderne var mamelukemirer. Fra denne tid stammer en del prægtige bygninger, mest moskeer, især fra de pragtlystne bygherrer Bajbars og, Qâitbaj; men landet led mere og mere under de stadige kampe. 1516 erobredes Palæstina af den tyrkiske sultan Selim.
Pilgrimmene kunne stadig besøge Palæstina, og pilgrimslitteraturen fortsættes af Sæwulf (1103), abbed Daniel (1108), Burehardus de Monte Sion (1283), John de Maundeville (omkring 1340), Felix Fabri (1480), hvortil kommer en jødisk pilgrim som Benjamin fra Tudela (1160—1173) og muslimske rejsende som Nasiri Khusrau fra 11. århundrede, Ibn Djubajr fra 12. århundrede og Ibn Battuta fra 14. århundrede. Mens de kristne søgte Jerusalem, Jordan, Betlehem, Nazaret og de andre bibelske stæder, var for muslimerne Jerusalem og Hebron (med Patriarkgravene) »de to højædle helligdomme«; dertil kom nebi mûsd i Juda ørkenen, hvortil der har været valfartet ved påsketid. Foruden disse rejsebeskrivelser fra Palæstina har vi den egentlige korstogslitteratur, især Vilhelm af Tyras, der har skildret perioden 1095—1184, samt de arabiske krøniker. Dertil kommer en række arabiske geografer og værker om administrationen under mamelukkerne.
Efter korstogstiden var europæerne stadig interesserede i at opretholde forbindelsen med Palæstina, dels af hensyn til handelen, dels for at sikre pilgrimmene; derfor oprettedes der fra 14. århundrede konsulater i Beirut, Damaskus, Jerusalem, Ramla og andre. Efter frankernes fordrivelse 1291 var nogle franciskanere blevet tilbage ved de hellige steder, hvor der var kirker, klostre og hospitser, i Jerusalem, Betlehem, Bethania, Emmaus, Jafa, Nazaret, Tabor, Kapernaum, Haifa, Akkâ og andre. Magterne søgte at understøtte dem, især de italienske, Napoli, Firenze og navnlig Venedig. Da Frants 1. i 1535 sammen med sultan Sulajmân gennemførte kapitulationerne, der fornyedes flere gange (1673, 1740), anerkendtes Frankrig derved som de kristnes beskytter i Orienten, og de romersk-katolske fik tilsagn om besiddelsen af de hellige steder. Om disse samledes imidlertid også andre kristne samfund: grækere, armeniere, georgiere, syrianere, jakobiter, nestorianere, koptere og abessiniere. Grækerne, der fra den ældste tid havde mange klostre i Palæstina, gjorde krav på større andel i de hellige steder, især i Jerusalem, og bag dem stod russerne, der 1774 fik beskyttelsesret over alle Portens græsk-katolske undersåtter. Striden vaktes bestandig på ny, således efter en brand i Gravkirken 1808, og den spillede en rolle ved udbruddet af Krimkrigen (1854—56), som dog ikke bragte nogen afgørelse af sagen; 1901 førte den endog til blodige uroligheder i Jerusalem.

## Under Osmannerriget
De osmanniske tyrkers herredømme fra 1516 betød ikke nogen væsentlig forandring i Palæstinas forhold, kun at overherren nu sad i Konstantinopel, ikke i Kairo. Af sultanerne har Sulajmân den Prægtige (1520—1566) sat sig et minde i bygningsværker, især Jerusalems mur, som endnu omgiver byen. I 1700-tallet skabte Shejkh Zâhir el-’Omar et lille rige i Galilæa med Akkâ, pilgrimmenes landingsplads, som residens; han bekrigedes og dræbtes efter sultanens ordre. Kort efter herskede Djezzâr Pasha i samme område; han gjorde ende på de franske forretninger og foretagender i Akkâ 1791, og han udøvede et frygtet herredømme over dele af Palæstina til sin død 1804. En del bygningsværker minder om ham. Napoleon, der 1799 indtog Jaffa, søgte forgæves at erobre Akkâ; skønt han slog en tyrkisk hær på Jisreelsletten, blev hans sejr uden betydning for Palæstina. Oprettelsen af riget i Akkâ var kun et enkelt udslag af de mægtige slægters kamp om magten i Palæstina. I denne tog druserne ivrigt del, i 17. århundrede særlig slægten Fakhreddin, derpå slægten Shihâb, hvis berømteste repræsentant, Emir Beshîr 1831 satte sig i forbindelse med Ægyptens hersker Muhammed Ali, og sammen med dennes søn Ibrahim Pasha erobrede Akkâ, efter at hele Syd-Palæstina havde overgivet sig til ægypterne. Efter, at Ibrahim Pasha var trængt helt frem gennem Lilleasien, slog han sig ned i Palæstina med residens i Jerusalem, men befolkningen var misfornøjet med de store skatter og udskrivninger. 1840 tvang de europæiske magter ham til at opgive Palæstina, der atter lagdes under sultanen. De reformer, som sultan Machmûd (1808—1839) havde indført i Tyrkiet ved at erstatte janitsharerne med europæisk militærvæsen og afløse den tidligere forlening med administration igennem embedsmænd, blev også gennemført i Syrien og Palæstina ved love af 1864, 1870, 1880, efter at Libanon havde fået sin egen forfatning efter de kristne massakrerer 1860. Sammen med Syrien blev Palæstina delt i wilâjet’er med wali’er i spidsen, hvorunder sandjaq’er eller liwâ’er under ledelse af mutesarrif’er, der atter under sig havde qaimmaqâm’er, hvis underordnede! var mudîr’er. Jerusalem dannede en selvstændig liwâ, der ikke var under noget wilâjet. Sultan Abd ul-Hamîd II (1876—1909) interesserede sig stærkt for den herved tilstræbte centralisering, der lagde Palæstinas administration nærmere ind under Konstantinopel. En strid mellem England og Tyrkiet om grænsen mellem Palæstina og Ægypten blev afgjort 1906, idet grænsen lagdes efter en linje fra et punkt mellem Gaza og el-Arish ned til Taba ved Aqaba-Bugten. Ved den ungtyrkiske revolution 1908 blev den henlagte forfatning af 1876 genoplivet, og Palæstina sendte repræsentanter til parlamentet i Konstantinopel.
Palæstina var indtil århundredeskiftet (1900) ganske præget af feudalt jordbrug: størstedelen af jorden tilhørte et mindre antal godsejere, som imidlertid ikke selv dyrkede jorden men udlejede den mod en afgift til småbønder, der så dyrkede jorden med eller uden medhjælp. I mange tilfælde tilhørte jorden en bestemt landsby, som udlejede jorden mod afgift. Fæsterne havde forbud mod at forlade landsbyerne og blev pålagt af jordejeren hvad, de måtte så og dyrke. I de tilfælde, hvor det lykkedes en fæster at blive ejer af en jordlod, indtrådte som regel en ågerkarl i godsejerens sted. Da det osmanniske styre lod jordfællesskabet ophæve, bevirkede det, at landsbyfællesskabet faldt fra hinanden, og ejerskabet til de tidligere fælles værdier så som jord og vand overgik ofte til folk uden for landsbyen.

## Europæisk indflydelse vokser
Fra midten af 1800-tallet voksede den europæiske indflydelse i Palæstina. Der anlagdes jernbaner, først fra Jaffa til Jerusalem (1892), derpå fra Haifa til Østjordan, hvor den mødte en dobbeltbane, der førte til Damaskus, og hvis ene linje førtes syd på (Mekka-banen), Der indførtes post og telegraf med tyrkiske og europæiske kontorer. De fremmede konsuler (i Jerusalem, Jaffa, Haifa, Bejrut) fik stor indflydelse, blandt andet fordi de havde domsmyndighed over de samfund, hvis stat de repræsenterede, og over deres orientalske protégé'r. Der brugtes i vid udstrækning europæisk mønt, især engelske, franske og russiske; tyrkisk mønt havde usikker kurs. Til de katolske samfund i Palæstina sluttede sig i det 19. århundrede en del protestantiske; således fra 1823 London Society for Promoting Christianity among the Jews, 1846—48 det tyske "Brüderhaus", grundet af Spittler i Basel, fra 1868 "Tempelgemeinde" eller "Jerusalemsfreunde", udgående fra württembergere, som ville skabe et gudsrige på jorden; de havde kolonier i Jaffa, Haifa, Jerusalem (med hospital for spedalske) o. a. Fra 1849 ankom flere amerikanske selskaber. Et af disse, American colony, som fik tilslutning fra svenskere, formåede uden at drive mission at udøve en af befolkningen anerkendt virksomhed. Kejser Wilhelm 2.s besøg i Jerusalem 1898 forøgede den tyske indflydelse i Palæstina. De ulige nationale og religiøse samfund virkede i befolkningen ved vajsenhuse, hospitaler og navnlig skoler. Undervisningen blev således i Palæstina væsentlig udøvet af europæiske missioner. Den muslimske befolkning havde sine barneskoler, hvor koranen lærtes, men fik i slutningen af 1800-tallet nogle regeringsskoler, der hævede sig over grundundervisningen. Videregående studier søgtes navnlig i Beirut i de amerikanske og fransk-jesuitiske colleger.

## Jødisk indvandring
Efter midten af 1800-tallet begyndte også en større jødiske indvandring til Palæstina. Allerede i 14 og 1500-tallet var sefardiske jøder indvandret fra Spanien og Portugal, hvor de forfulgtes. Til dem sluttede sig ashkenaziske jøder fra Rusland, Polen og Galicien i 1800-tallet. Andre jødiske samfund, fra Yemen, Bukhara med flere blev også repræsenteret i landet. I 1870 anlagde Alliance Israélite Universelle agerbrugsskolen miqwe jisrael i nærheden af Jaffa. I 1878 grundlagde jøder fra Jerusalem den første koloni petach tiqwa i samme egn. I 1880’erne begyndte kolonisationen med russiske jøder som følge af pogromerne i Rusland. En forening af studenter, Bilu, gik i spidsen og grundlagde kolonien rishôn le sion ved Jaffa; kort efter rejste sig rôsh pinna i Galilæa og zikrôn ja’aqôb i Samaria. De vanskelige forhold, hvorunder der arbejdedes, lettedes, da baron Rothschild i Paris stillede midler til rådighed. Han indkøbte nyt land, byggede hospital i Jerusalem med mere; i øvrigt støttedes kolonisationen af det 1893 stiftede The Jewish Colonisation Association, der 1900 overtog Rothschilds kolonier. I disse havde der været lagt særlig vægt på vindyrkning; man gik nu over til andre kulturer: mandel, oranger, oliven og korn, hvor jorden egnede sig dertil, samt til kvægavl. I Galilæa anlagdes en mønstergård, hvorfra der udgik forpagtere til andre kolonier.
Et stærkt opsving fik den jødiske indvandring til Palæstina, da zionismen tog form som en international jødisk bevægelse. Det skete 1897 på en kongres i Basel under ledelse af Theodor Herzl, der 1895 havde skrevet "Jødestaten". Zionismens formål var at skabe et nationalt hjem i Palæstina for det jødiske folk under lovmæssig garanti. Der oprettedes en bank, The Jewish Colonial Trust, med en afdeling, Anglo-Palestine Company, i Palæstina, og i 1902 en nationalfond, der skulle købe jord i Palæstina, som kun måtte forpagtes til jøder, og i øvrigt overtage kolonisationens hovedopgaver; i tilslutning til det oprettedes 1909 Palestine-Land-Development Company med en kapital af 50.000 £ til jordkøb. I 1905 blev et hebraisk gymnasium oprettet i Jaffa og året efter en skole for kunsthåndværk, Bezalel, i Jerusalem, med det formål at støtte industrien, og byen Tel Aviv blev grundlagt i 1908. En mængde nye kolonier blev siden anlagt. Et nyt socialt forsøg var forpagtningen af kolonier til kooperative arbejderforeninger. De indvandrede jøder havde uens modersmål, for de flestes vedkommende jiddisch, men til zionismens program hørte genoplivelsen af hebraisk som talesprog. Dette søgtes navnlig gennemført ved skolevæsenet. Børnehaver og skoler opretholdtes af en række organisationer uden for Palæstina, således Alliance Israélite Universelle, Hilfsverein der deutschen Juden, den ortodokse forening i Frankfurt, Odessa-komitéen og Anglo-Jewish Association. Deres skoler var forskellige, men brugte alle hebræisk ved undervisningen. Den zionistiske aktionskomité, som, efter at Chaim Weizmann 1907 var blevet præsident, fik et Bureau i Palæstina, greb ind i undervisningsvæsenet. Særlig vægt lagde man på børnehaver, idet småbørn (3—6 år) her lærte at tale hebraisk, før de gik over i folke- og mellemskolerne, der var indrettet efter europæisk mønster, de første med 6—8 klasser. Et særligt program søgtes indført for kolonistbørnenes skoler. Af de to hebræiske gymnasier i Jerusalem og Jaffa havde det sidste i 1914 654 elever og 33 lærere; det var udstyret med alle for en europæisk undervisningsanstalt nødvendige midler. I Jerusalem anlagdes et lærerseminarium, i Jaffa et lærerindeseminarium og en handelsskole; i Haifa grundlagdes før 1. verdenskrig et "Jødisk Institut for Teknisk Opdragelse". Et vigtigt led i arbejdet for genoplivelsen af hebræisk var Ben Jehudas udgivelse af en hebræisk ordbog i Jerusalem.
I år 1890 fandtes omkring 43.000 jødiske indbyggere. Da 1. verdenskrig brød ud (1914), udgjorde antallet af jøder henved 94.000 personer.

## Arkæologisk forskning i Palæstina
Den religiøse og den videnskabelige interesse for Palæstina hos de kristne nationer afspejlede sig i udforskningen af Palæstina, som gjorde store fremskridt i 1800-tallet. Til de traditionelle pilgrimsrejser kom allerede i 1700-tallet rejser foretaget i videnskabeligt øjemed (især Pococke 1738, Volney 1783—85), og 1714 havde Reland givet en indgående skildring af Palæstina på grundlag af oldtidens dokumenter. Rejserne forsattes nu af Seetzen 1803—10, Burckhardt 1805—16, og navnlig af schweizeren Tobler og amerikaneren Robinson, der ved i 1800-tallets midte gav en række topografiske skildringer af Palæstina med historiske perspektiver, et arbejde, der kort efter forsattes af franskmanden Victor Guérin. 1865 stiftedes i London Palestine Exploration Fund; det udgav kort og topografiske beskrivelser af Palæstina, af dets fauna, flora, geologi, meteorologi og folklore, hvorom blandt andet berettedes i dets Quarterly Statements. Det indledte de arkæologiske undersøgelser og foretog en række udgravninger, således 1867—70 på Tempelpladsen (Warren), 1873—74 især indskrifter (Charles Simon Clermont-Ganneau), 1884 og 1894—97 i Jerusalem (Maudsly, Bliss), siden især på den sydlige slette (Flinders Petrie, Bliss, Macalister, Garstang o. a.). 1877 stiftedes efter dette forbillede Deutscher Verein zur Erforschung Palästinas, der udgav et tidsskrift. For dette selskab gravede Guthe 1881 på sydøsthøjen i Jerusalem, Schumacher forskede i Østjordan fra 1884 og udgravede 1903—05 Tell el-Mutesellim (Megiddo). Udgravninger foretoges for andre midler af Sellin i Tell Ta’annak 1901 og 1903 og i Jeriko 1908—10. Russerne, der 1882 stiftede en Palæstina-forening, foretog mindre gravninger i Jerusalem. Amerikanerne gravede 1908 i det gamle Samaria, 1913 foretog franskmanden Weill udgravninger på Jerusalems sydøsthøj. Hertil kom de talrige mindre undersøgelser, som blev foretaget rundt omkring i landet af videnskabelige og kirkelige institutioner. Undersøgelserne blev navnlig ledet af videnskabelige institutter i Jerusalem, nemlig: fra 1890 École pratique d’études bibliques i dominikanernes kloster St Étienne, som udgav Revue biblique, og hvis medlemmer publicerede flere lærde værker (Lagrange, Vincent, Jaussen, Dhorme o. a.), fra 1900 American school of oriental research, fra 1902 Deutsches evangelisches Institut für Altertumswissenschaft des heiligen Landes; der udgav en "Palästinajahrbuch", i mange år ledet af G. Dalman. Hertil kom senere et engelsk arkæologisk institut.

## Palæstina under 1. verdenskrig
Da Tyrkiet indtrådte i verdenskrigen 29. oktober 1914, blev Syrien, derunder Palæstina, overladt til Djemâl Pasha. Palæstina blev basis for angrebet på Suez-kanalen og forsynedes derfor med ny jernbaner (Nabulus—Tulqarm—Ludd og Ludd—Birsaba), idet Birsaba var koncentrationscentret. Men angrebene på kanalen i begyndelsen af 1915 og 1916 mislykkedes, og 9. januar 1917 stod englænderne i Rafah ved indgangen til Palæstina. Kommandoen over de tysk-tyrkiske tropper overtoges af von Falkenhayn. Efter nogle mislykkede angreb på Gaza 1917 indtog de britiske tropper under general Allenby denne by i oktober, og 11. december 1917 holdt han sit indtog i Jerusalem. Nogle mindre franske og italienske korps deltog i dette felttog, der skred regelmæssigt frem, også efter at Liman v. Sanders marts 1918 havde taget kommandoen over de tyrkisk-tyske tropper. Disse blev slået 19.—20. september syd for Jisreelsletten (Tulqarm, Nabulus); de følgende dage fuldendtes erobringen af Palæstina.
Angående Palæstinas fremtidige forhold havde der været flere forhandlinger. Maj 1916 fastsloges det i forhandling mellem Sykes (engelsk) og Picot (fransk), at Palæstina skulle stå under et internationalt styre efter overenskomst mellem England, Frankrig og Rusland, idet dog England forbeholdt sig havnene Haifa og Akka som indgangsport til Mesopotamien. Denne plan blev kendt som Sykes-Pocot-planen. Men 2. november 1917 erklærede den engelske minister Arthur Balfour i et brev til formanden for den engelske zionistiske forening, lord Walter Lionel Rothschild, at den engelske regering ville yde sin støtte til grundlæggelsen af "et nationalt hjem" for det jødiske folk i Palæstina (kendt som Balfour-deklarationen). Frankrig, der skulle hævde sin historiske stilling i Orienten ved at overtage Syrien, billigede denne plan i februar 1918, Italien og USA sluttede sig hertil. Ved Sèvres-traktaten af 10. august 1920 erklæres Palæstina for uafhængig under Englands mandat for Folkeforbundet, som det allerede var afgjort i december 1919. 24. juli 1922 billigedes det af Folkeforbundet, men først 29. september 1923 trådte det formelt i kraft.

## Palæstina i mellemkrigstiden
Palæstinas udvikling i mellemkrigstiden falder i to delperioder: indtil 1932 og fra 1933.

### Palæstina 1920 - 1932
I mellemkrigstiden var Palæstina engelsk mandatområde. Sir Herbert Samuel blev udnævnt til High Commissioner, hans residens blev den tidligere "Kaiserin Viktoria Augusta Stiftung" på Oliebjerget. Den 7. juli 1920 oplæste han her den engelske konges proklamation. Der tilsagdes befolkningen respekt for dens love, som officielle sprog anerkendtes arabisk, engelsk og hebræisk; de kristne, jødiske og muslimske helligdage skulle respekteres. Der udnævntes et råd af 7 muhamedanere og kristne og 3 jøder. I den plan, som England forelagde Folkeforbundet, anerkendtes det zionistiske bureau i Jerusalem, som regeringen skulle forhandle med for at virkeliggøre ideen om Palæstina som jødisk nationalhjem. Grænsen mod Syrien fastsattes den 26. december 1920 ved en linje Râs en-Nâqûra—Banijâs. Palæstina deltes i 7 administrative distrikter under (mest engelske) gouvernors. Ordningen af Palæstinas forhold vakte megen modstand. Fra syrisk side protesteredes mod adskillelsen af Syrien og Palæstina, paven protesterede 23. juni 1921 kraftigt mod katolikkernes stilling i Palæstina, og voldsomme protester kom fra Palæstinas ikke-jødiske befolkning.
Allerede i april 1921 blev Transjordan af englænderne ensidigt udskilt som et selvstændigt arabisk emirat under det britiske mandatområde.
Kort efter den engelske magtovertagelse begyndte en omfattende indvandring til Palæstina, fortrinsvis af jøder. Fra 1919 til oktober 1922 indvandrede ca. 30.000 jøder (41 % fra Polen, 14 % fra Ukraine, 9 % fra Rusland, 12 % fra Rumænien), hvorved jødernes tal voksede til 83.794, mens hele befolkningen udgjorde 757.182 pr. 3. oktober 1922. De arabisk talende protesterede mod Englands antagelse af zionismens program og mod valget af en jøde til High Commissioner. Der kom flere alvorlige tumulter, navnlig maj 1921, og juli 1921 sendtes en arabisk-palæstinensisk delegation af muhamedanere og kristne til England. En palæstinensisk-arabisk kongres er nedsat som fast institution med en eksekutivkomité. Den 11. januar 1923 afgav den engelske koloniminister Winston Churchill en erklæring om, at tilsagnet til jøderne skulle opretholdes, men at det ikke betød, at Palæstina skulle være jødisk, at den zionistiske komité intet havde med landets regering at gøre, og at indvandringen skulle begrænses til, hvad landet kunne bære. Denne erklæring og den kendsgerning, at Samuel var kendt som tilhænger af zionisternes målsætning, bevirkede, at der hurtigt opstod modsætninger mellem den engelske mandatadministration og den palæstnensiske befolkning.
| År                | 1917-21 | 1922  | 1923  | 1924  | 1925  | 1926  | 1927  | 1928  | 1929  | 1930  | 1931  | I alt 1922-31 |
| ----------------- | ------- | ----- | ----- | ----- | ----- | ----- | ----- | ----- | ----- | ----- | ----- | ------------- |
| Indvandring i alt | 18.962  | 2.039 | 4.947 | 2.511 | 4.100 | 9.429 | 6.978 | 3.122 | 2.835 | 2.911 | 1.346 | 41.118        |
| Jøder             | 18.885  | 1.503 | 3.466 | 2.037 | 2.151 | 7.365 | 5.071 | 2.168 | 1.746 | 1.636 | 666   | 27.809        |
| Andre             | 77      | 1.436 | 1.481 | 474   | 1.949 | 2.064 | 1.907 | 954   | 1.089 | 1.275 | 680   | 13.309        |

Kilde: American Jewish Year Book Vol. 43 (1941-1942), s. 698
Et dekret af 10. august og 1. september 1922 gav Palæstina en ny konstitution, hvor efter regeringen skulle ledes af en High Commissioner, assisteret af et Executive Council. Til lovgivningen valgtes et Legislative Council på 22 medlemmer foruden the High Commissioner; af dette råd udgjorde administrationens ledende embedsmænd de 10, men dets myndighed, er i øvrigt stærkt begrænset. Juridisk deltes Palæstina i distrikter med Magistrate Courts og District Courts, der skulle dømme efter den 1914 gældende lov, hvor den ikke var ændret. Endvidere oprettedes særlige domstole for kriminelle forbrydelser og for spørgsmål angående grundejendom. Over disse stod en overret, Supreme Court, og som højesteret His Majesty in Council. Men alt, som angik familielivet og rent personlige spørgsmål, henvistes til de enkelte religioners særlige domstole.
Allerede 20. december 1921 var der for Islams vedkommende nedsat et højeste sharîa-råd på fem medlemmer til at organisere og lede administrationen af muslimske domstole og stiftelser (awqâf). Den arabiske kongres erklærede imidlertid, at den ikke anerkendte den ny forfatning, der ikke mentes at sikre den indfødte befolknings indflydelse, og valgene i foråret 1923 blev boykottede. Forholdene var endnu ikke i orden i Palæstina, og spørgsmålet om de hellige steder havde ikke fået nogen endelig løsning.
Der var stadig særskilt undervisning for de enkelte samfund. Jødernes børnehaver søgtes 1922 af 2.600 børn mellem 3 og 6 år. Grundskoler fandtes i alle landsbyer (7—14 år), af højere skoler var der tre: i Jerusalem, Jaffa (Tell Abib) og Haifa, og et jødisk universitet skulle oprettes på Scopus uden for Jerusalems nordmur. 1922 anvendtes der af de jødiske midler til undervisning 150.000 f. Den arabiske kongres søgte at fremme undervisningen også blandt araberne. Kort efter Englands overtagelse af Palæstina indrettedes et departement for antikviteter under direktion af John Garstang; der oprettedes et museum og blev givet reglement for udgravninger og behandlingen af antikviteter. Siden blev gravningerne genoptaget i Asqalon (England), i Besan (Amerika), i Gibea (Amerika), i Galilæa, hvor jøderne udgravede en del synagoger, i Kapernaum (franciskanerne) o. a. De videnskabeligt interesserede kredse dannede en sammenslutning, The Palestine Oriental Society, der samlede alle religionsbekendere, og som udgav en journal. En del dag- og ugeblade udkom i Palæstina, således Palestine Weekly, de jødiske dô’ar hâ-jôm, hâ’âres. de arabiske karmel (i Haifa), filastîn (i Jafa), mir’ât as-sharq (i Jerusalem) og andre.
Ved et dekret af 1. september 1922 udskiltes Transjordanien, der dannede et selvstændigt område under emir Abdullah ibn Hussein.
1925 fratrådte sir Herbert Samuel sin stilling som High Commissioner og efterfulgtes af feltmarskalk Plumer. Ifølge Herbert Samuels redegørelse havde finanserne 1920—1925 udvist en indtægt på 8.400.000 £ (ægyptiske, lidt mere end engelske) og en udgift af 8.391.000 £. Der var bygget eller istandsat 240 km hovedruter, 600 km biruter, oprettet 34 telegrafkontorer og 31 offentlige telefonstationer med over 1.300 abonnenter. Haifa og Jaffa var blevet centrer for industri: olie, sæbe, cement, salt, mursten og andet. Der var 103 aktieselskaber og 66 andelsselskaber, men importen oversteg eksporten. Der var indvandret 46.225 jøder, så at der i marts 1925 var 108.000 jøder i Palæstina. Den eneste helt jødiske by var Tel Aviv ved Jaffa, der havde 30.000 indbyggere mod 2.000 i 1914, idet den grundlagdes i 1908. Der var åbnet 190 grundskoler for araberne, så at der i alt fandtes 314 regeringsskoler, 400 private; til de sidste hørte alle jødiske og de forskellige kristne missionsselskabers. Den 1. april 1925 åbnedes under deltagelse fra hele verden et hebraisk universitet med fakulteter for hebraiske studier, biokemi og elektrobiologi; et fakultet i Tel Aviv for agrikultur sluttede sig dertil. Lord Balfour holdt den egentlige indvielsestale; hans besøg gav anledning til uroligheder hos den arabiske Befolkning. I Palestine Citizenship Order af 24. juli 1925 fastsloges reglerne for palæstinensisk borgerret. Samme år ratificeredes i december en overenskomst mellem England og USA, hvorved sidstnævnte stat sluttede sig til Folkeforbundsstaterne som garant for mandatet.
1926 høstedes 99.023 t hvede, 69.358 t byg, 23.913 t durra, 2.093 t oliven, 4.650 t olivenolie, 3.321 t linser. Samme år holdtes 290.854 får, 841.289 geder, 27.315 kameler og 4.161 bøfler. De vigtigste eksportartikler var appelsiner, sæbe og vandmeloner.
I 1927 indførtes en skattereform, idet den fra tyrkisk tid overtagne tiende blev afskaffet. Samme år fik Palæstina, der hidtil havde benyttet ægyptisk mønt, sit eget møntsystem med palæstinensisk £, der deltes i 1.000 Mil. I marts 1926 fik den amerikansk-jødiske ingeniør Rutenberg efter flere års forhandlinger den endelige koncession på udnyttelse af Jordan og Jarmuk til elektrificering af Palæstina og Transjordanien i 70 år. 11. juli 1927 fandt et jordskælv sted, hvorved der i Palæstina dræbtes 200 og såredes over 700, mens 1.000 huse blev ødelagt eller stærkt beskadigede, og i Transjordanien dræbtes 68, såredes 102. Landet gennemgik i 1926 og 1927 en økonomisk krise, arbejdsløsheden steg, og i 1927 viste toldindtægterne en nedgang på 40.000 £. Dette medførte en begrænsning af den jødiske indvandring: i 1925 indvandrede 33.801 og udvandrede 2.145 Jøder, i 1926 var tallene 13.081 og 7.365, i 1927: 2.713 og 5.071. I alt var der 1. juli 1927 147.687 jøder i Palæstina eller hen imod 18% af befolkningen; af dem var 30.500 optaget af landarbejde, fordelt i 104 kolonier. Lord Melchett (forhen Alfred Mond) har virket kraftigt for lettelse af krisen. Et regulativ for det jødiske samfund i Palæstina blev fastslået 1927, men en endelig forfatning under samvirken af de forskellige befolkningsdele kunne ikke opnås. Hvor vanskelige forholdene i den henseende stadig var, fremgik af den ophidselse, som vaktes i efteråret 1928 i anledning af "Klagemuren", der var i muslimsk eje, men hvor jøderne havde ret til at holde andagter.
Transjordaniens forhold til England som mandatmagt reguleredes ved en overenskomst af 20. februar 1928, hvorefter området udgjorde et emirat af en vis selvstændighed under kontrol af en britisk resident.
I 1928 afløstes feltmarskalk Plumer af sir John Robert Chancellor som High Commissioner.
I 1929 kom det til et 4 dage langt arabisk oprør, der strakte sig fra fredag den 23. august til mandag den 26. august. Baggrunden var to demonstrationer, som fandt sted den 15. august, hvor en gruppe zionister fejrede mindet af templets ødelæggelse med en procession til Klagemuren og en sørgegudstjeneste i den da snævre gyde foran muren. Da demonstrationen rummede zionistiske flag, taler og sang, blev den af araberne opfattet som en politisk provokation, og dagen efter - der tilfældigvis er profetens fødselsdag - arrangerede araberne en moddemonstration, hvor besøgende fra moskéen el-Aksa gik langs muren og ødelagde nogle af de bønnepapirer, som i henhold til gammel jødisk skik var indstukket i murrevner. De to demonstrationer forvoldte en vis nervøsitet, og da om lørdagen en fodbold under en jødisk fodboldkamp havnede på en muslimsk ager, opstod der slagsmål, da bolden blev hentet, og en ung jøde fik svære knivsår og døde på sygehus den 20. august. Den følgende dag blev han begravet, og denne udviklede sig til en national jødisk demonstration. Den næste dag var stilhed før stormen, men arabere fra omegnen begyndte i stort tal at komme til byen, og fredag den 23. efter middagsbønnen samledes et stort antal moskébesøgende bevæbnede med knive, geværer, stokke og lignende. Efter gudstjenestens afslutning drog de i grupper til flere jødekvarterer og overfaldt alle jøder på deres vej. Myndighederne var i begyndelsen magtesløs: politistyrken var beskeden og bestod overvejende af arabere, som ikke ansås ganske pålidelige til indgriben mod trosfæller. Om eftermiddagen havde man imidlertid formået at samle nogle hundrede britiske "ekstra konstabler", blandt andet Oxford-studenter, som var på turistbesøg i den hellige by. Om aftenen ankom panservogne og flyvemaskiner fra en militærlejr ved Ramleh. Det lykkedes her efter at opretholde roen i bymidten, men uroen spredte sig i stedet til Jerusalems omgivelser og i løbet af lørdagen til en række andre byer. Rygter om, at jøderne forsøgte at bemægtige sig eller ødelægge Omars moské spredtes og opildnede den arabiske fanatisme. En omfattende massakre indtrådte om lørdagen i Hebron, grænseuroligheder i Jaffa, et heftigt angreb mod den endnu ret nye jødiske koloni Tel Aviv. Myndighederne fik lørdag eftermiddag forstærkninger i form af 50 mand i flyvemaskiner fra Egypten, og om søndagen kom fra Egypten general Dobbie med 600 mand walesiske tropper, af hvilke mindre styrker sendtes til Jaffa og Tel Aviv. Om mandagen og tirsdagen ankom orlogsskibe med marinesoldater fra Malta. Flyvepatruljering blev arrangeret over hele landet, og fredag den 30. august havde general Dobbie fået samlet en så stærk bevogtning, at moskébesøgende forholdt sig i ro. En mindre pogrom i Safed i det nordlige Galilæa betegnede den sidste udløber af urolighederne. Mange enligt beliggende jødiske nybyggergårde var imidlertid blevet plyndrede eller ødelagte. En britisk undersøgelseskommission under ledelse af en pensioneret kolonioverdommer blev sat til at udrede de nærmere omstændigheder omkring urolighedernes opkomst, og i de arabiske lejre ved ørkenranden foretoges massearrestationer og plyndringsbytte blev i stor skala beslaglagt.
Befolkningsudviklingen frem til 1932 afspejles i to folketællinger gennemførte henholdsvis 1922 og 1931:
| År   | Muslimer | %     | Jøder   | %     | Kristne | %    | Andre | %    | I alt     |
| ---- | -------- | ----- | ------- | ----- | ------- | ---- | ----- | ---- | --------- |
| 1922 | 590.890  | 78,04 | 83.794  | 11.07 | 73.024  | 9.64 | 9.474 | 1.25 | 752.048   |
| 1931 | 759.712  | 73.34 | 174.610 | 16.86 | 91.398  | 8.82 | 9.680 | 0.93 | 1.035.821 |

Kilde: American Jewish Year Book Vol. 48 (1946-1947), s. 608
Trods fremgang for alle hovedkategorier i absolutte tal, var jøderne ene om relativt at gå frem.

### Palæstina 1933 - 1940
Tiden fra 1933 til 1940 kendetegnedes ved den nazistiske magtovertagelse i Tyskland, der snart fulgtes af en voksende udvandring til Palæstina:
| År                | 1932   | 1933   | 1934   | 1935   | 1936   | 1937   | 1938   | 1939   | 1940  | I alt 1932-40 |
| ----------------- | ------ | ------ | ------ | ------ | ------ | ------ | ------ | ------ | ----- | ------------- |
| Indvandring i alt | 11.289 | 31.977 | 44.143 | 64.146 | 31.671 | 12.475 | 15.263 | 18.433 | 5.611 | 253.970       |
| Jøder             | 9.553  | 30.327 | 42.359 | 61.854 | 29.727 | 10.536 | 12.868 | 16.405 | 4.547 | 237.061       |
| Andre             | 1.736  | 1.650  | 1.784  | 2.292  | 1.944  | 1.939  | 2.395  | 2.028  | 1.064 | 16.909        |

Kilde: American Jewish Year Book Vol. 43 (1941-1942), s. 698
Medvirkende til den voksende udvandring fra Tyskland til Palæstina var Ha'avara-aftalen mellem den nazistiske regering og zionister i Tyskland, der muliggjorde jødisk udvandring på - efter datidens forhold - yderst fordelagtige vilkår: jøder fra Tyskland fik mulighed for at deponere deres formue i en særlig fond ledet af jøder, som dernæst kunne foretage investeringer i varer nødvendige for Palæstinas udvikling. Når skibe med varer og rejsende var vel ankomne, kunne varerne sælges og pengene på vegne af indskyderen bruges til at købe jord for eller gøre andre investeringer, som så ubeskåret gik til indskyderen.
Allerede i 1933 ramte Palæstina af den første indvandringsbølge fra Tyskland. Den 13. oktober udråbes belejringstilstand i Palæstina, efter at en stor indvandring af tyske jøder har fået den allerede tidligere stærke spænding mellem arabere og jøder til yderligere at vokse og ført til blodige sammenstød mellem dem efter, at araberne i protest mod indvandringen har proklameret storstrejke. Tusindvis af arabere forsøgte at trænge ind i en ny bydel i Jerusalem, men forhindredes af militære styrker. Den 27. oktober udbrød nye uroligheder i Jaffa, og disse spredte sig til flere andre steder, der iblandt Jerusalem, Haifa og Nablus. Blodige kampe indtrådte mellem politi og arabiske demonstranter. Også i Transjordanien og i Syrien forekommer uroligheder. Præsidenten for den arabiske eksekutivkomité krævede i protesttelegram til engelske koloniminister, at arabernes rettigheder skulle respekteres og beskyttes. De jødiske emigrantskibe, som var på vej til Palæstina, må i første omgang omdirigeres til neutrale havne. Fra arabisk side udtryktes over for den engelske overkommissær frygt for, at jøderne truede med at få overvægt i Palæstina og fortrænge araberne fra det økonomiske og industrielle område og at den engelske regering derfor for at få fred skal stoppe den jødiske immigration. Den 1. november rettede den syriske liga for menneske- og medborgerrettigheder, en panarabisk organisation, en opfordring til Folkeforbundet om at skride ind mod den jødiske indvandring til Palæstina og mod Englands politik, som man anser går ud på at stifte ufred mellem jøder og arabere. I Transjordanien forekom engelskfjendtlige uroligheder. På den engelske overbefalhavers ordre afspærredes Palæstina helt: Grænserne bevogtedes af engelsk og arabisk militær, og kun personer med officiel tilladelse til at slå sig ned i landet, må passere. Disse tiltag vakte stor bitterhed blandt jøderne, som i Tel Aviv den 9. december afholder et protestmøde, som resulterede i blodige sammenstød med politiet og afsluttedes med, at soldater ryddede torvet.
I 1936 brød nye konflikter ud: udviklingen begyndte, da arabiske landevejsrøvere angreb og plyndrede en bus, hvor efter de udtog tre jøder, som blev skudt ned. Jøderne hævnede sig et par dage senere ved at stikke et par kendte jødefjendtlige arabere ned. Den 20. april proklameredes en ny arabisk storstrejke for at tvinge englænderne til at opfylde arabiske krav om, at det skulle forbydes jøder at købe jord i Palæstina og yderligere jødisk immigration forbydes. De foregående års store jødiske indvandringsbølger betød, at araberne i stigende grad frygtede, at en jødisk statsdannelse kunne blive virkeliggjort. Tiden kendetegnedes af lovløshed med mord, bombe, attentater mod toge og mordbrande. Forretningslivet lamslås. Jøderne måtte trække sig ud af Jerusalem, og urolighederne bredte sig også til landdistrikterne. Der blev afsat yderligere engelske troppestyrker for at opretholde ro og orden. Sammentræfninger mellem jøder og arabere samt mellem arabere og ordensmagten hørte til dagsordenen såvel i Jerusalem som i andre byer, der i blandt Nazareth, Nablus, Haifa, Gaza, Jaffa og Lydda. Udviklingen førte til regulære kampe. De af myndighederne indførte drabelige straffe var uden virkning. Araberne, som modtog hjælp fra officerer fra Syrien og Irak, blev stadig mere aggressive. I begyndelsen af september ankom 12 bataljoner engelske tropper til Palæstina, hvorved disses antal opgik til 25.000 mand. Araberne opererede entydigt under ledelse af syreren Fauzi ed-Din Kaukji. Efterhånden blev civilbefolkningen imidlertid trætte af strejken, og det højeste arabiske råd udsattes for pres fra fyrsterne i Arabien, Transjordanien og Irak. Den 9. oktober sendte Auni bej, medlem af den arabiske strejkekomité og leder af det storarabiske uavhængighedsparti, en skrivelse til den engelske overkommissær i Palæstina, hvori han erklærede, at araberne afbrød strejken i "adlydelse af sine konger" og håbede, at den jødiske indvandring snarest ville blive indstillet og almindelig amnesti bevilget. Den 12. oktober afblæstes strejken, som da med tilhørende uroligheder havde krævet 313 døde.
Baggrunden for de gentagne strejker måtte søges i interne arabiske modsætninger. Den jødiske indvandring indebar en social omvæltning i Palæstina: helt frem til 1. verdenskrig havde landet på det nærmeste været et feudalt land med forholdsvis få store arabiske jordejere, ofte bosatte i byerne eller udlandet, der udlejede jorden til palæstinensiske bønder, som til gengæld måtte betale en høj jordleje. Da jøderne begyndte at indvandre, opkøbte de jordlodder (ikke sjældent af ringeste kvalitet: af de ca. 150.000 hektar, som jøderne havde erhvervet, havde over 40.000 hektar været moseland eller steppe) med henblik på plantagedyrkning, og plantagedrift især af appelsiner blev sat i gang. Ligeledes var der mange indvandrede jøder, som oprettede fabrikker i byerne. Dermed skabtes nye arbejdspladsmuligheder, hvorved de palæstinensiske fæstebønder var mindre motiverede for at fortsætte deres egen jordbrugsdrift - ikke mindst fordi lønningerne var langt bedre en indtjeningsmulighederne ved fortsat feudal jordbrugsdrift. Resultatet var, at palæstinensiske jordbrugere i stigende grad søgte nyt arbejde enten på de jødiske plantager (af ca. 10.000 arbejdere på jødiske appelsinplantager ved Tel Aviv og Jaffa var ca. 7.500 arabere) eller på de jødisk ejede fabrikker i byerne, og at jordejerne derfor ikke længere med samme held kunne fortsætte den tidligere udplyndring af deres sprog- og trosfæller. Dette fik de arabiske godsejere til aktivt at virke for et stop i den jødiske indvandring og til at true palæstinensere, der søgte arbejde i jødiske foretagender, med mord. Kendetegnende var det, at modstanden mod jødisk indvandring, der alene var betinget af godsejernes fortsatte udbytningstrang og intet havde med arabisk eller islamisk solidaritet at skaffe, var fordelt på tre grupper: det "arabiske parti" under ledelse af stormufti Amin el-Husseini og dennes broder Dsjemal el Husein, det "nationale forsvarsparti" under ledelse af tidligere borgmester i Jerusalem Racheb el Nasjasjibi samt "fremskridtspartiet" under ledelse af Jerusalems daværende borgmester, Khalidi, som alle havde samme program men var splittede på grund af indbyrdes rivalisering.

### Delingsplaner
I 1938 luftede englænderne en plan om at opdele Palæstina i to områder, et jødisk og et arabisk. Planen gav anledning til voldsom modstand blandt den arabiske befolkning: den 11. oktober vedtog en panarabisk kongres i Kairo en resolution om Palæstina, hvori det blandt andet krævedes, at Balfour-deklarationen skulle erklæres ugyldig, at den jødiske immigration skulle stoppes, at et forslaget om deling af landet opgives, en national arabisk regering dannes og politiske fanger frigives. Hvis disse krav ikke blev opfyldte, opfordredes araberne til at betragte englændere og jøder som fjender. Den 1. november udbrød der en arabisk storstrejke over hele Palæstina, arabiske butikker blev lukkede, og araberne undlod at rejse med tog eller bil hverken som chauffør eller passager; strejkebrydere blev truede på livet. I Syrien fandt arabiske sympatidemonstrationer sted. Da en engelsk kommission under ledelse af John Woodhead, som i april var rejst til Palæstina for at undersøge delingsplanens gennemførlighed, tillige i sin rapport meddelte, at der var store politiske, administrative og finansielle vanskeligheder forbundne hermed, meddelte den engelske regering den 9. november, at man havde opgivet delingsplanen og i stedet ville samle repræsentanter for jøder og arabere i London til et møde for at drøfte situationen. Den engelske regering lod tilkendegive, at man ville indkalde repræsentanter for det jødiske agentur, for araberne i Palæstina og for de arabiske nabolande men ikke for de arabiske ledere, som havde været ansvarlige for den da igangværende bølge af mord og vold, hvilket indebar, at muftien af Jerusalem, som opholdt sig i landflygtighed i Damaskus og regnedes som hovedmanden bag den arabiske virksomhed, blev udelukket.
Forbitrelsen blandt jøderne over den engelske beslutning om at forhindre yderligere jødisk indvandring var stor, og i 1939 begyndte zionisterne at organisere illegal indvandring til Palæstina. De smuglede jøder ind med både og reddede dem dermed fra nazistisk forfølgelse. Det sidste skib, som forsøgte at nå Palæstina under krigen, var båden "Struma", som imidlertid blev torpederet i Sortehavet af en sovjetisk ubåd.
Efter 2. verdenskrig fortsatte den illegale indvandring. På denne tid var omkring 250.000 jødiske flygtninge placerede i lejre rundt om i Europa. På trods af stærke opfordringer fra USAs præsident Harry S. Truman, nægtede de britiske myndigheder at ophæve indvandringsforbuddet og slippe de jødiske flygtninge ind i Palæstina. De jødiske undergrundsgrupper gik derfor sammen om en række angreb mod britiske mål. I 1946 blev King David Hotel i Jerusalem sprængt i luften og 92 mennesker dræbt. Den vedvarende voldelige situation fik englænderne til at meddele, at de ville ophæve deres Palæstina-mandat og trække sig ud i maj 1948.

## Det delte Palæstina

### Etablering af Staten Israel (1948)
I 1947 gik stod det klart, at briterne ville trække sig tilbage fra mandatet Palæstina, og FNs delingsplan fra samme år inddelte landet i en jødisk og en arabisk del.  Jøderne, som da udgjorde ca. 40% af befolkningen i området men kun ejede en mindre del af landejendommene, fik ved planen tildelt 53% af arealet, hvoraf dog omkring 60% af den planlagte jødiske stat bestod af det meste af Negevørkenen. Begge lande fik tildelt en kyststribe ud mod Middelhavet. Araberne afviste denne plan, mens jøderne accepterede den.
Staten Israel blev proklameret den 14. maj 1948 for området tildelt efter delingsplanen. Dette førte til oprør blandt araberne, og fire arabiske stater intervenerede til støtte for araberne. Israelerne forsvarede sig med våben, som de hovedsagelig havde fået fra Tjekkoslovakiet og Frankrig, men de fik også støtte af andre europæiske lande. Krigen endte med, at Israel annekterede yderligere 26% af det palæstinensiske mandatområde fra 1922. Mellem 600.000 og 900.000 arabere flygtede og endte i flygtningelejre i arabiske nabolande. I begyndelsen af det 21. århundrede udgør de oprindelige palæstinensiske flygtninge og deres efterkommere 4–5 millioner mennesker.
Den 11. december 1948 vedtog FN's hovedforsamling den rådgivende resolution 194, som sagde, at flygtninge, som ønskede at vende tilbage til sine hjem og leve i fred med sine naboer, burde få lov til at gøre det snarest muligt. FNs hjælpeorganisation for palæstinensiske flygtninge i Mellemøsten (UNRWA) blev oprettet af FN for at tage sig af de palestinensiske flygtninge.
I 1945 var det omkring 870.000 jøder i andre arabiske lande. Allerede før FNs delingsplan blev vedtaget, kom FN-delegater fra Egypten og Irak med advarsler om, at oprettelsen af staten Israel ville få konsekvenser for deres egne jøder. I årene, som fulgte, tiltog jødeforfølgelserne i de arabiske lande. Omfanget af disse forfølgelser er omdiskuteret, men der er næppe tvivl om, at jøderne ikke følte sig hjemme i arabiske lande efter den første krig mellem Israel og de arabiske lande. Der forekom antijødiske optøjer i Aden, Egypten, Libyen, Syrien og Irak. Dette førte til, at de fleste jøder i perioden frem til 1970-tallet enten flyttede eller blev forviste fra arabiske lande, og af disse rejste ca. 600.000 til Israel. De jødiske flygtninge blev efterhånden integrerede i det israelske samfund, mens det palæstinensiske flygtningeproblem i de arabiske lande er varet ved.

#### Overgreb mod civile under uafhængighedskrigen
Fra uafhængighedskrigen i 1948 er der dokumenteret en række mere eller mindre omfattende overgreb mod civile både fra arabisk side og israelsk side. Konvoimassakren, hvor arabiske militsfolk gik til angreb på en ubevæbnet konvoj med jødiske sygeplejersker på vej til Hadassah-sygehuset og dræbte 77 mennesker, er blandt de bedst kendte eksempler på arabiske overgreb mod civile. Et andet eksempel er Kfar Etzion-massakren, hvor arabiske styrker gik ind i kibbutzen Kfar Etzion og dræbte næsten 130 indbyggere, som havde overgivet sig. Massakren i Deir Yassin, hvor mellem 107 og 120 mennesker blev dræbt af jødisk milits (Irgun og Lehi), er blandt de bedst kendte eksempler på israelske overgreb mod civile. I alt skal israelske krigshandlinger i 1948 have kostet omkring 800 live på arabisk side. Til anklagerne om etnisk udrensning fra israelsk side hævdes, at de fleste arabere flygtede før det var noget angreb eller i løbet af angrebet, og at de derfor ikke blev smidt ud. Flere tusinde mennesker skal være blevet instruerede af sine ledere, lokale arabiske ledere og officerer, om at flytte, flygte eller bortsende kvinder og børn fra landsbyer og byer, som forventedes at komme i kampzonen. Helt fra starten af krigen lagde de jødiske styrker stor vægt på ikke at dræbe kvinder og børn. Dette var således den operative ordre for Haganah. Det hævdes, at Palæstina-araberne på deres side aldrig tog sådanne hensyn: de dræbte jøder, civile og soldater, hvor de fik muligheden.
Neden for vises en liste over angivelige massakrer. Af disse skal israelere have stået bag 19 og arabere bag 7.
| Navn                      | Dato              | Ansvarlig part                    | Antal dræbte                      |
| ------------------------- | ----------------- | --------------------------------- | --------------------------------- |
| Jerusalemoprørene i 1947  | 2. december 1947  | Arabiske indbyggere               | 62 jøder, 32 arabere              |
| Beit Nabala               | 14. december 1947 | Arab Legion                       | 14                                |
| al-Tira                   | 12. december 1947 | Irgun                             | 13                                |
| al-Tantura                | 22.-23. maj 1948  | Haganah                           | omdiskuteret                      |
| al-Khisas                 | 18. december 1947 | Haganah                           | 10                                |
| Haifa Oil Refinery        | 30. december 1947 | Arabiske arbeidere                | 39                                |
| Balad al-Shaykh           | 31. december 1947 | Haganah                           | 12-60                             |
| Jaffa bombings            | 4. januar 1948    | Irgun og Lehi                     | 30                                |
| Haifa                     | 16. januar 1948   | Jøder                             | 31-                               |
| Ben Yehuda Street Bombing | 11. februar 1948  | Arabere (med britiske desertører) | 52                                |
| Sa'sa'                    | 14. februar 1948  | Jøder                             | 11                                |
| Jewish Agency-bombingen   | 11. marts 1948    | Arabere                           | 12                                |
| al-Husayniyya             | 13. marts 1948    | Jøder                             | 30                                |
| Kairo-Haifa-toget         | 31. marts 1948    | Lehi                              | 40                                |
| Deir Yassin               | 9. april 1948     | Irgun, Lehi                       | 93-119                            |
| Qalunya                   | 12. april 1948    | Jøder                             | 14                                |
| Hadassah medical convoy   | 13. april 1948    | Arabere                           | 77                                |
| Ein al Zeitun             | 3. maj 1948       | Jøder                             | 37-70                             |
| Kfar Etzion               | 13. maj 1948      | Arabere                           | 50-120                            |
| Abu Shusha                | 14. maj 1948      | Israelere                         | omdiskutert (trolig mellom 60-70) |
| al-Kabri                  | 21. maj 1948      | Israelere                         | ?                                 |
| Lydda (Lod)               | 12. juli 1948     | Haganah                           | 250                               |
| al-Dawayima               | 29. oktober 1948  | Haganah                           | 80-100                            |
| Safsaf                    | 29. oktober 1948  | Israelere                         | 50-70                             |
| Saliha                    | 30. oktober 1948  | Haganah                           | 60-80                             |
| Hula                      | Oktober 1948      | Israelere                         | 35-50                             |
| Arab al-Mawasi            | 2. november 1948  | Israelere                         | 14                                |

### Konfrontationer på Vestbredden
Efter den første krig mellem Israel og arabiske nabolande blev der stadig foretaget palæstinensiske infiltrationer ind i Israel fra baser på Vestbredden. De palestinensiske infiltrørene stod bag en række drab på israelske civile. I 1951 blev 137 israelere, de fleste civile, dræbt af sådanne infiltratorer. Året efter var dødstallet 162. I 1953 blev 160 israelere dræbt. Som et svar på disse aktioner blev specialkommandoen "101" stiftet i 1953, ledet af den unge Ariel Sharon. Den 14. oktober samme år gik specialkommandoen ind i landsbyen Qibya og forårsagede det, som blev kendt som Qibya-massakren. 45 huse blev sprængt i luften, og i disse huse befandt der sig også kvinder og børn. I alt blev 69 palæstinensiske civile dræbt under denne aktion. Der var også andre aktioner fra både Israels og arabernes side.

### PLO (1964– )
I 1964 oprettede arabiske stater organisationen PLO. I PLO-charteret fra 1968 slog organisationen fast, at dens mål var udslettelse af staten Israel og oprettelse af en arabisk stat i hele det tidligere mandatområde. Først mod slutningen af 1980-erne begyndte PLO at bevæge sig i retning af en anerkendelse af Israel. I 1988 gik PLO med til at lægge FN-resolution 181 (delingsplanen fra 1947) til grund for en eventuel fredsaftale med Israel. I 1996 vedtog de at erklære de mest kontroversielle dele af charteret ugyldige, dette blev også redegjort for i brevform fra Arafat til tidligere præsident Bill Clinton. I beslutningen hed det at "det palæstinensiske charter herved ophæver de artikler, der er i strid med breve udvekslede mellem PLO og den israelske regering den 9-10. september 1993". Det blev samtidig vedtaget at udnævne en komite, som skulle gøre de nødvendige ændringer og præsentere et udkast til et nyt PLO-charter. Arbejdet i komiteen stoppede imidlertid, og der blev aldrig udarbejdet nogen ny tekst. Dette er baggrunden for en fortsat kontrovers omkring charteret.
PLO og beslægtede organisationer som PFLP og PFLP-GC stod i 1970-erne bag en lang række af internationale terroraktioner og flykapringer for at rette opmærksomheden mod den palæstinensiske kamp.

### Okkupationen af Vestbredden og Gaza (1967–)
Under seksdageskrigen i 1967 okkuperede Israel Øst-Jerusalem, Vestbredden, Gaza og Golanhøjderne. Omkring 12.000 palæstinensiske flygtninge blev fordrevne fra deres hjem. Øst-Jerusalem og Golanhøjderne blev siden annekteret af Israel, men anneksionerne blev fordømte af det internationale samfund og erklærede ugyldige af FN's sikkerhedsråd.

### En palæstinensisk stat udråbes
Efter, at Jordan havde frasagt sig alle territorielle krav på Vestbredden, udråbte PLO den 15. november 1988 en palæstinensisk stat på Vestbredden og Gazastriben med Jerusalem som sin hovedstad. Efter som PLO ikke kontrollerede disse områder, var erklæringen rent symbolsk.
I efteråret 2005 trak Israel både sine militære kontrolposter, soldater og bosættelser ud af Gaza efter talrige protester og megen kritik fra verdenssamfundet. Meget af den israelske infrastruktur, for eksempel højteknologiske drivhuse, blev efterladte til brug for palæstinenserne. Israel anser i dag okkupationen af Gaza for afsluttet, mens det internationale samfund er splittet. Palæstinenserne selv og FN's specialrapportør for menneskerettigheder i de palæstinensiske områder mener, at de fortsat er under militær okkupation så længe, Israel opretholder den militære kontrol over kystlinjen, luftrummet og landegrænserne. Israel kontrollerer ind- og udførsel af varer til og fra Gaza og kan når som helst stoppe importen/eksporten og ramme palæstinensisk økonomi.

### Felttoget i Libanon og massakrerne i Sabra og Shatilla
I 1970'erne havde PLO i Libanon udviklet sig til "en stat i staten". Fra baser i Sydlibanon gennemførte palæstinensiske grupper stadige angreb ind i Israel, især førte DFLP an med terroraktioner rettede mod israelske skoler og boligkomplekser, og i flere tilfælde israelske børn blev dræbte, således Avivim-massakren, Ma'alot-massakren og Kiryat Shmona-massakren). Som et svar på disse aktioner gik Israel i 1978 ind i Sydlibanon for at oprette en 10 km bred sikkerhedszone langs grænsen (Operation Litani). I 1982 iværksatte Israel Operation Fred i Gallilea, idet man invaderede landet for drive PLO ud. Her allierede Israel sig med libanesiske styrker i kampen mod palæstinenserne.
I september 1982, under Israels felttog i Libanon, gik libanesisk milits ind i flygtningelejrene Sabra og Shatila og massakrerede civile. Militsen stod under direkte kommando under Elie Hobeika, som senere blev libanesisk parlamentsmedlem og i 1990 også statsråd. Antallet af dræbte er omdiskuteret, og skønnene varierer helt fra 700 til 3.500: BBC hævdede, at mindst 800 mennesker var blevet dræbt, Palestinsk Røde Halvmåne hævdede, at over 2.000 mennesker var blevet dræbt, Le Monde-journalisten Amnon Kapeliouk hævdede, at så mange som 3.500 mennesker kunne være blevet dræbt. Oftest opgives antallet til "mindst 800".
Den israelske Kahan-kommission slog fast, at ingen israelsk soldat havde været involveret i massakren. Alligevel blev forsvarsminister Ariel Sharon holdt indirekte ansvarlig for denne massakre, fordi området var under israelsk kontrol, og fordi Israel ikke greb ind for at hjælpe palæstinensere hverken før eller efter, at angrebene var startede. Derfor bliver Israel af mange anset som medskyldig i massakren.
Mens Israel iværksatte grundige undersøgelser af det, som skete, blev der på arabisk side gjort lidt for at identificere de skyldige. I Al Jazeera-dokumentaren The War of Lebanon (Arabisk titel: Harab Libnan) fra 2001 hævdedes det, at det var mere politisk opportunt at lægge skylden for det hele på Israel end at igangsætte seriøse undersøgelser, hvor ledetrådene også kunne føre til arabiske personer og grupper.

### Første intifada (1987–1993)
Skabelon:Uddypende
Den første intifada startede den 8. december 1987, da en trafikulykke skete i Gaza. En israelsk bil kørte ind i en anden bil med palæstinensiske arbejdere. Fire blev dræbte, og andre blev alvorlig skadede. I radioen blev ulykken omtalt som en almindelig ulykke, men snart spredte der sig et rygte om, at det var en hævnakt udført af en israeler, som havde fået en slægtning stukket ned på markedspladsen i Gaza. Samme aften blev der spredt løbesedler om de fire forulykkede palæstinensere, og protestdemonstrationer og uroligheder spredte sig over hele Gaza. Efter blot få dage kunne hele verden se TV-optagelser af store børn og unge, som kastede sten mod israelske soldater, som ofte svarede med at skyde tilbage.
Intifadaen bestod af protester, demonstrationer og civil ulydighed fra palæstinensisk side, men Israels håndtering af protesterne førte til, at landet trak verdens kritik mod sig igen. I løbet af intifadaens to første år blev 500 palæstinensere dræbte, mange af disse var børn, og 8.500 blev sårede. Ifølge Btselem blev i alt 1.378 palæstinensere dræbte af israelske styrker i perioden fra december 1987 til september 2000. Btselem hævder videre, at 281 af disse var under 17 år.

### Oslo-aftalen (1993)
Ved Oslo-aftalen fra 1993 fik palæstinenserne formelt selvstyre på Vestbredden og Gaza. Oslo-aftalen slog fast, at spørgsmålet om en palæstinensisk stat og grænser for denne skulle afgøres ved fremtidige forhandlinger. I 1994 fik Yasir Arafat Nobels fredspris sammen med de israelske ledere Shimon Peres og Yitzhak Rabin for indgåelsen af Oslo-aftalen.
I 1994 blev Hebron igen vidne til en ny massakre, denne gang fra jødisk side. Den delte synagoge/moske over Abrahams grav, som er hellig både for muslimer og jøder, var åstedet for en større massakre, da den jødiske nybygger Baruch Goldstein nedskød og dræbte 29 palæstinensere. Dette førte til oprettelsen af den internationale observatørstyrke TIPH.
Oslo-processen brød sammen efter de mislykkede Camp David-forhandlinger sommeren 2000. Parterne kunne ikke blive enige om Jerusalems endelige status og om hvad, som skulle ske med de palæstinensiske flygtninge og deres efterkommere. Israel mente, at flygtningene måtte repatrieres i den kommende palæstinensiske stat, mens PLO fortsatte at insistere på kravet om alle flygtningenes "ret til at vende tilbage" til staten Israels område. Der var også uenighed om brug af floder og grundvand, som lå på de besatte territorier. Begge parter har skudt skylden på hinanden for at have saboteret fredsprocessen.
Bill Clinton, som ledede forhandlingerne på Camp David, har i sin selvbiografi givet Yasir Arafat hovedansvaret for, at parterne ikke blev enige. Hillary Clinton bekræfter i sin selvbiografi, at det var Arafat, som nægtede at godtage fredsaftalen.
Fra palæstinensisk side er det blevet hævdet, at Israel med sin bosættelsespolitik har undermineret fredsprocessen. Den stadige udvidelse af jødiske bosættelser samt etablering af nye var ifølge palæstinenserne en meget vigtig faktor, som bidrog til at rive tilliden væk. Siden Oslo-aftalen i 1993 og frem til 2002 var bosættelsesaktiviteten vokset med 52%, og der blev etableret flere nye bosættelser. På Gazastriben var det 17 bosættelser, som dækkede 40% af området i 2001. På Vestbredden alene voksede antallet af jødiske bosættere med 144% siden Oslo-aftalen blev undertegnet i 1993 og frem til 2003. Ifølge Jerusalem Post voksede befolkningen inden for Israels grænser i samme periode med 32%. Under de mislykkede Camp David-forhandlinger sagde Israel sig imidlertid villig til at evakuere de fleste bosættelser og at bytte resterende bosættelsesblokke mod territorium i Israel på en en-til-en-basis.
Benjamin Netanyahu, som sad som statsminister i Israel fra 1996 til 1999, gik i 1996 til valg på et politisk program, som var kritisk til Oslo-aftalen. Netanyahu vandt valget efter, at Hamas havde gennemført en række vellykkede terroraktioner mod civile israelske mål. Den israelske avis Haaretz beskrev Netanyahu og hans regering som "en mine på vejen mod regional fred".

### Anden intifada (2000–)
Kort tid efter, at Camp David-forhandlingerne mislykkedes, udbrød der nye palæstinensiske optøjer. De blev i medierne fremstillede som spontane reaktioner på Ariel Sharons fodtur på Tempelhøjen (Haram Al Sharif), og opstanden blev dermed kaldt for Al Aqsa-intifadaen, mere kendt som den anden intifada. Mange mener, at Sharon med denne handling ville vise, at Israel fortsat havde kontrolmyndighed over området.
I løbet af den første uge efter Sharons besøg blev omkring 80 mennesker dræbt (de fleste palæstinensere) i flere sammenstød mellem palæstinensere og israelsk politi. Den 8. oktober vedtog Sikkerhedsrådet en resolution, som fordømte Israels magtbrug mod civile palæstinensere. Resolutionen lagde også indirekte skylden på oppositionslederen Ariel Sharon for at have fremprovokeret urolighederne den foregående uge. To uger senere vedtog FNs generalforsamling en resolution, som fordømte Israels overdrevne magtbrug mod civile palæstinensere. Til da var over 100 mennesker, de fleste af dem palæstinensere, blevet dræbt og flere tusinde andre såret.
Den palæstinensiske kommunikationsminister Imad Falouji erklærede imidlertid, at optøjerne ikke var spontane, men havde været planlagte mange måneder i forvejen. Fremtredende Fatah-ledere sagde, da opstanden startet, at spørgsmålet om Jerusalem nu blev flyttet fra forhandlingsbordet og ud på gaderne.

### Efterdønningerne
Islamiske grupper som Hamas og Islamsk Hellig Krig, men også PLO-affilierede grupper som Al Aqsa-martyrbrigaderne, gennemførte en række aktioner mod civile israelere. Selvmordsbombere gik til angreb på israelske busser, kafeer, handelsgader, diskoteker, indkøbscentre og andre steder, hvor store folkemasser samles. Ifølge den israelske stiftelse One Family Fund er 1.106 israelere blevet dræbte af palæstinensiske grupper i perioden 2000–2006. Angrebene blev fordømt af det internationale samfund, her under også af en række muslimske lande.
Aktionerne kulminerede i påsken 2002, da over 40 israelere blev dræbt i løbet av en uge. Israel satte da i gang Operation Defensive Shield, hvor man gik ind i palæstinensiske byer for at nedkæmpe palæstinensiske grupper, men mange af ofrene var i lighed med i andre israelske kampe civile. De hårdeste kampe foregik i byen Jenin, hovedkvarteret for Islamsk Hellig Krig. De palæstinensiske selvstyremyndigheder hævdede, at Israel havde begået en massakre i Jenin, men en efterforskningskommission nedsat af FN konkluderede, at kun 52 palæstinensere var blevet dræbt, af disse var 22 ubevæbnede civile, de andre var kæmpende palæstinensiske aktivister. Israel mistede 23 soldater i de samme kampe.
Ifølge den israelske menneskerettighedsorganisation Btselem er 3.377 palæstinensere blevet dræbt af israelske sikkerhedsstyrker i perioden 2000–2006. Af disse var 692 mindreårige. Forholdet mellem dræbte palæstinensere og israelere er således 3 til 1. Kampene mellem israelske styrker og palæstinensiske grupper er ofte blevet ført i tæt bebyggede områder, især gælder dette Gaza-striben. Fra israelsk side er det hævdet, at palæstinensiske militante blander sig med civilbefolkningen for at israelske angreb lettere skal ramme civilbefolkningen, og Israel dermed lettere skal blive udsat for kritik af vestlige medier. Der imod har både FN og menneskerettighedsorganisationer som Amnesty International flere gange anklaget Israel for "overdrevent magtbrug mod civile palæstinensere". De har også fordømt Israels likvidationer af eftersøgte palæstinensiske militante som "udenomretslige henrettelser". Samtidig har de israelske aktioner ført til en kraftig reduktion i vellykkede palæstinensiske væbnede aktioner. Ifølge israelske kilder bliver 90% af de palæstinensiske kæmpende standsede før, de når deres mål.

### Muren på Vestbredden (2002– )
I juni 2002 begyndte Israel at bygge en mur, som den israelske regering omtalte som "Sikkerhedsgærdet", og som en god del af Israels modstandere kalder for "Apartheid-muren". Officielt var formålet at forhindre infiltration af palæstinensiske terrorister, som forsøgte at tage sig ind i staten Israel. Muren skulle løbe rundt langs grænsen mellem Vestbredden og Israel, men store dele af muren gik inde på selve Vestbredden, hvor den omringer blandt andet israelske byer og veje, og spærrer palæstinensiske byer og områder ude. Ifølge israelske kilder er omkring 6% af Vestbredden havnet på israelsk side. Mange kritikere ser på dette som en ren anneksion fra Israels side, og Israel har fået kraftig kritik fra det internationale samfunds side som følge af murbyggeriet.